# Сауторн, Джордон
Джордон Сауторн (англ. Jordon Southorn; род. 15 мая 1990, Монреаль Квебек, Канада) — канадский хоккеист, защитник.

## Карьера
Джордон Сауторн родился в Монреале. С 2006 года начал играть в команде главной юниорской хоккейной лиги Квебека «Пи-И-Ай Рокет». За четыре сезона провёл 279 игр.
В 2010 году дебютировал в хоккейной лиге Восточного побережья в составе «Трентон Тайтанс». Проведя за два сезона 63 игры, Джордон сменил клуб. В «Уилинг Нэйлерз» он провёл лишь один сезон, выйдя на лёд 22 раза.
Сезон 2012/13 Сауторн провёл в «Элмайра Джэкэлз».
Сезон 2013/14 Джордон Сауторн начал в команде Британской элитной хоккейной лиги «Данди Старс». Но после трёх игр вернулся в хоккейную лигу Восточного побережья, на этот раз в «Форт-Уэйн Кометс».
В 2014 году Джордон начал играть в составе команды «Портленд Пайретс». В сезоне 2015/16 снова играл в «Форт-Уэйн Кометс».
С 2016 года играл в Усть-Каменогорске, в составе местного «Торпедо», выступающего в российской Высшей хоккейной лиге.